# Crystal Palace Football Club
Il Crystal Palace Football Club, noto più semplicemente come Crystal Palace, è un club calcistico inglese con sede nella città di Londra, nel borgo di Croydon. Milita in Premier League, la prima divisione del campionato inglese. Disputa le proprie partite casalinghe presso il Selhurst Park, stadio da circa ventiseimila posti.
Il Crystal Palace è stato fondato il 10 settembre 1905 dai proprietari del campo nel quale si giocarono le prime edizioni della FA Cup. La scelta dei colori sociali (rosso e blu) è stata influenzata dalla presenza di Edmund Goodman, ex impiegato dell'Aston Villa, che si è occupato dell'aspetto organizzativo del nuovo club. Il nome prende spunto dall'omonima struttura costruita per ospitare la grande esposizione di Londra del 1850.
Nel corso della sua storia, il Crystal Palace ha vinto una FA Cup e un Community Shield, entrambe ottenute nell'anno solare 2025.

## Storia

### Dalla nascita al 1920

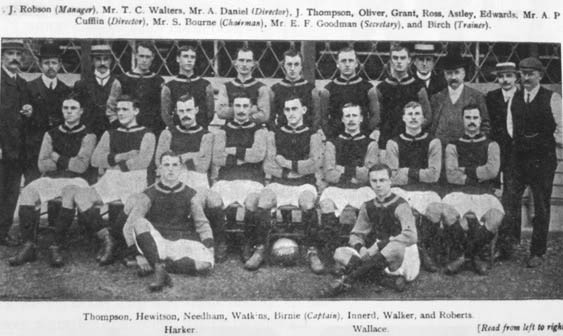
Crystal Palace, 1905-06.

Il club è stato costituito da alcuni lavoratori della omonima struttura costruita per ospitare la grande esposizione di Londra del 1850. "Crystal Palace" è anche il nome del primo stadio che ha ospitato le gare casalinghe degli "Eagles". Il Palace fece richiesta di entrare in Football League al pari di altre due squadre londinesi, Chelsea e Clapton Orient, ma la richiesta gli venne negata costringendo il club a ripiegare sulla Southern League, dove venne accettato e collocato in Second Division. La prima partita, giocata nell'impianto suddetto, terminò 4-3 per il Southampton riserve (era il 2 settembre), tuttavia la squadra riuscì in seguito a inanellare una serie di vittorie (e soprattutto, zero sconfitte) che risultarono nel titolo di campioni, garantendo l'accesso alla First Division della Southern League. Ne seguirono diverse stagioni in prima divisione, con piazzamento migliore il secondo posto ottenuto nel 1915. Da lì a poco sarebbe scoppiata in Europa la prima guerra mondiale, e lo scoppio della guerra portò, tra le altre cose, l'abbandono forzato dell'impianto adiacente al Crystal Palace che venne destinato a usi militari; il club dovette pertanto spostarsi in una nuova casa, che venne trovata all'Herne Hill, un impianto dedicato alla corsa, dopo aver rifiutato l'offerta di dividere il campo fatto dal Millwall Athletic e dal Croydon Common. Dopo la sospensione dei campionati nel periodo 1915-1918 il Crystal Palace subentrò proprio al Croydon Common nello stadio in cui questi giocavano, chiamato “The Nest” (il nido) e situato nella zona di Selhurst. Successe infatti che il Croydon venne dissolto (1917) e il Palace ne approfittò per prendere in affitto il terreno di The Nest dalla compagnia ferroviaria che lo possedeva, la London, Brighton and South Coast Railway Company.

### Dagli anni '20 al dopoguerra
Nel 1920 la Football League accolse tutte le squadre di Southern League con la formazione della Division Three. Il Crystal Palace, soprannome del tempo the Glaziers (i vetrai), ne entrò quindi a far parte. Nuovamente, fu successo al primo tentativo: il Crystal Palace vinse la Division Three e venne così promosso in Division Two. Momento importante di questi anni la costruzione, decisa nel 1922 e portata a termine nel 1924, dello stadio che verrà chiamato Selhurst Park. Il terreno su cui sorge lo stadio venne acquistato nel 1922 dalla Brighton Railway Company (come detto in apertura, ancora oggi lo stadio è vicino a linee ferroviarie) per la cifra di 2.570 sterline; il progetto venne affidato ad Archibald Leitch, l'architetto di stadi più famoso di sempre, e la costruzione venne portata a termine in tempo per la stagione 1924/25, sebbene al momento dell'inaugurazione (30 agosto 1924) risultasse ancora incompleto il settore corrispondente all'attuale Main Stand. Dopo quattro anni di Division Two, la squadra retrocesse in Division Three al termine della stagione 1925. Si aprì così un lungo periodo nelle serie minori, nonostante i goal di Peter Simpson, il marcatore record nella storia del Palace che nella stagione 1930/31 infilò la palla in rete 46 volte in 42 partite, record per il club. Ma come detto non bastò, e allo scoppio della nuova Guerra Mondiale il Crystal Palace era ancora invischiato in Division Three South.
Il dopoguerra iniziò dunque con il Palace ancora in Division Three South, una situazione destinata a durare ancora per anni. Nel frattempo, nel 1948, fece l'esordio nel club il belga Marcel Gaillard, che è stato il primo giocatore a vestire la casacca claret & blue (perché, ricordiamolo, il Crystal Palace adottava ancora i colori simil Aston Villa al tempo, anche se la maglia era prevalentemente bianca e solo i particolari colorati) a provenire al di fuori delle isole britanniche. Si giunge al 1958 senza grandi risultati, anno in cui la Football League si rifà il trucco, e la Division Three South diventa Division Four, e ovviamente il Crystal Palace finisce così al quarto livello del calcio inglese. Nello stesso anno la presidenza viene assunta da Arthur Wait, presidente sotto il quale il club raggiungerà i livelli più alti fino ad allora toccati. Al termine della stagione 1960/1961 arrivò la prima promozione, quella in Division Three; all'inizio della stagione successiva il Palace ha l'onore di vedere un suo giocatore, Johnny Byrne, convocato in Nazionale, una delle rare volte in cui un giocatore arriva a indossare la casacca dei tre leoni giocando al terzo livello delle gerarchie calcistiche inglesi; sarà da lì a poco ceduto al West Ham Utd. Un'altra tappa importante di quella stagione (1961/62) fu l'amichevole disputata a Selhurst Park contro il Real Madrid, celebrata in occasione dell'inaugurazione del nuovo impianto di illuminazione dello stadio.
Nuova promozione, stavolta in Division Two, nella stagione 1963/64, la stessa che vide per la prima volta adottata dai tifosi la canzone Glad All Over, dei Dave Clark Five, canzone che è tuttora l'inno degli Eagles oltre ad esserlo diventata negli anni anche di altre squadre inglesi. Tra l'altro sul finale di stagione venne adottata anche per le gare casalinghe una divisa gialla, originariamente casacca da trasferta. Nel 1968/69, finalmente, arrivò la promozione in First Division, il massimo livello del calcio inglese: il manager Bert Head condusse i suoi al secondo posto finale dietro al Derby County. Head rimarrà al Palace fino al 1973, mantenendolo sempre al massimo livello (1969/70, 1970/71, 1971/72, 1972/73), salvo essere sostituito (e contestualmente promosso a general manager) da Malcolm Allison, la cui guida si concluse, nel giro di due stagioni segnate da altrettante retrocessioni, con il ritorno in Division Three. Allison rimase nonostante ciò alla guida del club, che se in campionato fallì di poco il ritorno di Division Two in FA Cup raggiunse un traguardo in quel momento storico, le semifinali, dove però perse contro il Southampton, futuro vincitore del trofeo, a Stamford Bridge.

### Gli anni '70 e '80
Il 1973, oltre all'avvicendamento in panchina tra Head e Allison, segna una svolta epocale per quanto riguarda l'iconografia e la natura stessa della squadra. Viene ridisegnato il logo, con un'aquila che in origine sarebbe dovuta essere una fenice (a simboleggiare la rinascita dalle ceneri del palazzo, raso al suolo da un incendio nel 1936) a svettare imperiosa e che darà alla squadra anche un nuovo soprannome, "the Eagles" appunto; anche i colori sociali mutarono, si abbandonò il claret & blue optando per il rosso-blu che ne fanno un unicum nel panorama calcistico inglese. 
Peter Taylor eguagliò il record di Byrne, giocando per la Nazionale nonostante militasse in una squadra di Division Three, segnando anche una rete, che fece di lui il primo giocatore degli Eagles a segnare con la maglia inglese. Nel 1976 venne nominato manager Terry Venables, allora era alla prima esperienza su una panchina; Venables portò immediatamente la squadra in Division Two.
Una stagione di consolidamente in seconda serie e fu di nuovo promozione, segnata anche dal record di presenze a Selhurst, quando 51.801 spettatori accorsero per la partita contro il Burnley. L'anno successivo, sempre sotto la guida di Venables, arrivò il tredicesimo posto finale in First Division, dopo aver conquistato, livello massimo per il club, la prima piazza a fine settembre. Venables lasciò il club l'ottobre successivo, per andare ad allenare il Queens Park Rangers in Second Division; le redini del Palace vennero nuovamente prese da Malcolm Allison, che, nuovamente, condusse il club alla retrocessione, sebbene fosse stato rimosso dall'incarico prima della fine della stagione, incarico affidato a Dario Gradi. Lo stesso Gradi venne anch'esso licenziato, sostituito nel ruolo di player-manager da Steve Kember, leggenda locale essendo nato a Croydon e avendo fatto tutta la trafila giovanile e la prima parte di carriera proprio nel Crystal Palace. Anch'egli venne licenziato a sua volta al termine della stagione. Il proprietario Ron Noades, che aveva assunto il controllo nel 1980, aveva così licenziato tre allenatori nel giro di pochi anni.
Alan Mullery, rimpiazzo di Kember venne sostituito a sua volta da Dave Bassett, proveniente dal Wimbledon FC. Bassett durò solo quattro giorni, dopo i quali infatti decise di dimettersi per tornare ai Dons. Noades nominò quindi come manager un ventinovenne, ex giocatore la cui carriera venne bruscamente interrotta dagli infortuni e di nome Steve Coppell. Alla fine della stagione 1988/89 e dopo i playoff (1-3 e 3-0 contro il Blackburn Rovers, sconfitto davanti ai 30.000 di Selhurst Park) il Palace tornò finalmente in First Division, guidato in attacco da un giocatore da Ian Wright, che segnerà in quella stagionr trionfale 24 goal.

### Dagli anni '90 ai giorni nostri
Oltre alla salvezza ottenuta sul campo (nonostante una sconfitta record per 0-9 contro il Liverpool), la stagione 1989-1990 è ricordata per la finale di FA Cup, raggiunta non prima di aver eliminato in semifinale lo stesso Liverpool, battuto 4-3 con un goal di Alan Pardew al 109' che consegnò l'incredibile vittoria ai south londoners. In finale si trovarono di fronte il Manchester United, che vinse la partita alla ripetizione, visto che il primo match era finito 2-2, con il pareggio dei Red Devils giunto negli ultimi minuti per opera di Mark Hughes dopo la doppietta di Ian Wright. Lo stesso Wright che, ceduto nel frattempo all'Arsenal, condannò gli Eagles alla retrocessione (avvenuta per differenza reti rispetto all'Oldham Athletic), con un goal nell'ultima partita di campionato ad Highbury. La squadra tornò infatti immediatamente in Premier (Coppell, nel frattempo, si era dimesso), salvo retrocedere subito (1994-1995) nonostante il quart'ultimo posto finale, che a causa della decisione della Premier League di ridurre le squadre a 20 quella stagione, significava retrocessione. La stagione 1994-1995 vide anche il Palace raggiungere le semifinali sia di League Cup (eliminati dal Liverpool) sia di FA Cup (eliminati dal Manchester United).
Una stagione di pausa (segnata dalla cessione di molti giocatori, tra cui Gareth Southgate) che vide dapprima il ritorno di Coppell, poi licenziato per far posto a Bassett che condusse il Palace ai play-off, dove persero in finale con il Leicester City. Bassett partì in direzione Nottingham Forest e Coppell tornò nuovamente alla guida del Palace per la stagione 1996-1997, che terminò nuovamente a Wembley per la finale dei play-off, stavolta vinta per 1-0 contro lo Sheffield United. La retrocessione in cadetteria fu immediata ma la stagione caratterizzata dall'ingaggio dell'italiano Attilio Lombardo, che la stagione successiva assumerà un breve periodo il ruolo di player/manager. Noades cedette nel frattempo il club a Mark Goldberg, che giunse a Selhurst Park con proclami di “Europa entro cinque anni” (Europa che il Palace conobbe per la prima volta in quella stagione giocando la Coppa Intertoto), che assunse nuovamente Venables promuovendo Coppell a director of football e trascinò il club alla bancarotta, da cui il club si riprese solo nel 2001 con l'avvento di Simon Jordan.
Nel 2003-2004 gli Eagles conseguirono nuovamente, sotto la guida dell'ex giocatore Ian Dowie, tramite i play-off la promozione in massima serie, battendo dapprima il Sunderland e poi in finale i concittadini del West Ham. Si trattò di una fugace apparizione in Premier League, da cui la squadra retrocesse al termine della stagione 2004-2005.
Il 27 maggio 2013, sotto la guida di Ian Holloway, subentrato nel novembre 2012, il Crystal Palace torna in Premier League dopo 8 anni in seconda serie, vincendo la finale dei play-off di Championship per 2-1 dopo i tempi supplementari contro il Watford.
La prima stagione in Premier League dopo otto anni inizia male, con una sconfitta in casa per 1-0 contro il Tottenham. Dopo aver ottenuto una sola vittoria nelle prime nove giornate, Holloway rescinde consensualmente il proprio contratto con il Crystal Palace il 23 ottobre 2013, e gli subentra temporaneamente Keith Millen, prima che le redini della squadra siano affidate a Tony Pulis. Il 19 aprile 2014 Pulis conduce il club alla salvezza, la prima dopo cinque retrocessioni immediate che il Palace aveva subito negli ultimi 21 anni. L'allenatore lascia pochi giorni prima dell'inizio della stagione 2014-2015, e al suo posto subentra Neil Warnock; questi viene però esonerato a Natale a causa di una serie negativa di risultati, e il 2 gennaio 2015 Alan Pardew firma un contratto di tre anni e mezzo con il Palace. Il nuovo tecnico guida il club ad una tranquilla salvezza, e riesce a farlo anche nel successivo 2015-16 con un quindicesimo posto. Il 24 aprile 2016 guadagna l'accesso alla finale di FA Cup a 26 anni dall'ultima volta, di nuovo contro il Manchester Utd, che vince per 2-1 dopo i tempi supplementari. Nelle stagioni successive gli Eagles riescono a stabilizzarsi saldamente a metà classifica. 
Nella stagione 2024-2025, sotto la guida di Oliver Glasner, il Palace vince la prima FA Cup della propria storia, battendo nella finale di Wembley per 1-0 il Manchester City con una rete di Eberechi Eze; in virtù di questo successo il club per la stagione 2025-2026 ottiene la partecipazione alla UEFA Europa League, qualificandosi così per la prima volta nella sua storia ad una delle competizioni UEFA per club. L’11 luglio, tuttavia, la UEFA decide di escludere dalla competizione il club londinese, retrocedendolo in Conference League, a causa della partecipazione al medesimo torneo del Olympique Lione, che ha lo stesso proprietario del Palace.
La stagione 2025-2026 si apre il 10 agosto con la vittoria del Community Shield, in cui i Glaziers, dopo aver pareggiato per 2-2, sconfiggono il Liverpool al termine dei calci di rigore.

## Società
- 1905 - 1983 nessuno
- 1983 - 1984 Red Rose
- 1984 - 1985 nessuno
- 1985 - 1986 Top Score
- 1986 - 1987 AVR
- 1987 - 1988 Andrew Copeland Insurance
- 1988 - 1991 Fly Virgin
- 1991 - 1993 Tulip Computers
- 1993 - 1999 TDK
- 1999 - 2000 variabili
- 2000 - 2006 Churchill Insurance
- 2006 - ora GAC Logistics

## Calciatori

### Vincitori di titoli
Campioni d'Asia
- Mile Jedinak (Australia 2015)

Campioni d'Africa
- Cheikhou Kouyaté (Camerun 2021)

## Statistiche e record

### Partecipazione ai campionati
| Livello | Categoria       | Partecipazioni | Debutto   | Ultima stagione | Totale |
| ------- | --------------- | -------------- | --------- | --------------- | ------ |
| 1º      | First Division  | 9              | 1969-1970 | 1991-1992       | 25     |
| 1º      | Premier League  | 16             | 1992-1993 | 2024-2025       | 25     |
| 2º      | Second Division | 20             | 1921-1922 | 1988-1989       | 37     |
| 2º      | First Division  | 9              | 1993-1994 | 2003-2004       | 37     |
| 2º      | Championship    | 8              | 2005-2006 | 2012-2013       | 37     |
| 3º      | Third Division  | 33             | 1920-1921 | 1975-1976       | 33     |
| 4º      | Fourth Division | 3              | 1958-1959 | 1960-1961       | 3      |

### Record
- Miglior vittoria in campionato: 9-0 al Barrow, Fourth Division, 10 ottobre, 1959
- Miglior vittoria in coppa: 8-0 al Southend United, secondo turno di League Cup, 25 settembre 1989
- Peggior sconfitta in campionato: 0-9 dal Liverpool, First Division, 12 settembre 1989
- Peggior sconfitta in coppa: 0-9 dal Burnley, ripetizione del secondo turno di FA Cup, 10 febbraio 1909
- Miglior piazzamento in FA Cup: ripetizione della finale di FA Cup, nel 1990; semifinali nel 1976 e nel 1995
- Miglior piazzamento in League Cup: semifinali, nel 1995 e nel 2001
- Record di gol in campionato in una sola stagione: Peter Simpson, 46 gol, Division 3 Sud, 1930-1931
- Record di gol in campionato: Peter Simpson, 153 gol, dal 1930 al 1936
- Tripletta più veloce: 11 minuti, Dougie Freedman al Grimsby First Division, 5 marzo 1996
- Record di triplette in campionato: 18, Peter Simpson, dal 1929 al 1933
- Record di triplette: 19, Peter Simpson, dal 1929 al 1933
- Record di presenze in nazionale durante la permanenza al Palace: Aki Riihilahti, 35 (62 totali), con la maglia della Finlandia
- Record di presenze in campionato: Jim Cannon, 571, dal 1973 al 1988
- Record di presenze: Jim Cannon, 660, dal 1973 al 1988
- Giocatore più giovane in campionato: Phil Hoadley, 16 anni e 112 giorni, contro il Bolton, 27 aprile 1968
- Maggior cifra ricevuta per un giocatore: 8.600.000 £ dall'Everton per Andy Johnson, maggio 2006
- Maggior cifrata pagata per un giocatore: 2.750.000 £ allo Strasburgo per Valérien Ismaël, gennaio 1998
- Record di spettatori: 51.482 contro il Burnley, Second Division, 11 maggio 1979
- Miglior piazzamento durante una stagione 1° nella First Division, dal 29 settembre 1979 al 6 ottobre 1979
- Miglior piazzamento finale  3° nella First Division (1990-1991)

### Statistiche individuali
Dati aggiornati al 17 giugno 2022.
| Primato di presenze - 660 Jim Cannon (1973-1988) - 480 Terry Long (1955-1970) - 458 Wilfried Zaha (2010-2013, 2014-2023) - 440 Bert Harry (1921-1934) - 405 Julián Speroni (2004-2019) - 393 John Jackson (1964-1973) - 368 Dougie Freedman (1995-1997, 2000-2008) - 349 Nigel Martyn (1989-1996) - 330 Joel Ward (2012-) - 328 Simon Rodger (1990-2002) | Primato di reti - 165 Peter Simpson (1929-1935) - 124 Edwin Smith (1911-1920) - 118 Ian Wright (1985-1991) - 114 Mark Bright (1986-1992) - 113 Clinton Morrison (1997-2002, 2005-2008) - 108 Dougie Freedman (1995-1997, 2000-2008) - 106 George Clarke (1925-1933) - 101 Johnny Byrne (1956-1962, 1967-1968) - 92 Albert Dawes (1933-1936, 1938-1939) - 90 Wilfried Zaha (2010-2013, 2014-2023) |

## Palmarès

### Competizioni nazionali
- Coppa d'Inghilterra: 1

2024-2025
- Community Shield: 1

2025
- Campionato inglese di seconda divisione: 2

1978-1979, 1993-1994
- Third Division: 1

1920-1921
- Full Members Cup: 1

1990-1991

### Competizioni regionali
- London Challenge Cup: 3

1912-1913, 1913-1914, 1920-1921

### Competizioni giovanili
- FA Youth Cup: 2

1976-1977, 1977-1978

## Organico

### Rosa 2025-2026
Aggiornata al 4 agosto 2025.
| N. |                        | Ruolo | Calciatore           |
| -- | ---------------------- | ----- | -------------------- |
| 1  | Inghilterra (bandiera) | P     | Dean Henderson       |
| 2  | Inghilterra (bandiera) | D     | Joel Ward            |
| 3  | Inghilterra (bandiera) | D     | Tyrick Mitchell      |
| 5  | Francia (bandiera)     | D     | Maxence Lacroix      |
| 6  | Inghilterra (bandiera) | D     | Marc Guéhi           |
| 7  | Senegal (bandiera)     | A     | Ismaïla Sarr         |
| 8  | Colombia (bandiera)    | C     | Jefferson Lerma      |
| 9  | Inghilterra (bandiera) | A     | Eddie Nketiah        |
| 10 | Inghilterra (bandiera) | C     | Eberechi Eze         |
| 11 | Brasile (bandiera)     | C     | Matheus França       |
| 12 | Colombia (bandiera)    | D     | Daniel Muñoz         |
| 14 | Francia (bandiera)     | A     | Jean-Philippe Mateta |
| 17 | Inghilterra (bandiera) | D     | Nathaniel Clyne      |

| N. |                        | Ruolo | Calciatore        |
| -- | ---------------------- | ----- | ----------------- |
| 18 | Giappone (bandiera)    | C     | Daichi Kamada     |
| 19 | Inghilterra (bandiera) | C     | Will Hughes       |
| 20 | Inghilterra (bandiera) | C     | Adam Wharton      |
| 26 | Stati Uniti (bandiera) | D     | Chris Richards    |
| 28 | Mali (bandiera)        | C     | Cheick Doucouré   |
| 31 | Inghilterra (bandiera) | P     | Remi Matthews     |
| 32 | Stati Uniti (bandiera) | P     | Matt Turner       |
| 34 | Marocco (bandiera)     | D     | Chadi Riad        |
| 36 | Inghilterra (bandiera) | D     | Nathan Ferguson   |
| 41 | Inghilterra (bandiera) | P     | Joe Whitworth     |
| 49 | Inghilterra (bandiera) | C     | Jesurun Rak-Sakyi |
|    | Inghilterra (bandiera) | D     | Ben Chilwell      |
|    | Croazia (bandiera)     | D     | Borna Sosa        |

### Staff tecnico
- Oliver Glasner - Allenatore
- Patrick McCarthy - Vice allenatore
- Michael Angerschmid - Vice allenatore
- Ronald Brunmayr - Vice allenatore
- Emanuel Pogatetz - Vice allenatore
- Dean Kiely - Preparatore dei portieri
- Jamie Goldsmith - Preparatore fitness
- Michael Berktold - Preparatore atletico
- Steve Kember - Capo degli osservatori

## Basket
Il Crystal Palace Football Club agli inizi dagli anni settanta ebbe una gloriosa sezione di Basket. Nel 1973 l'allora formazione del Sutton iniziò una partnership (poi dimostratasi lunga e vittoriosa) con la fusione con Crystal Palace Football Club, formando la sezione di pallacanestro del club londinese. La squadra ha visto successi per tutti gli anni settanta con una serie di vittorie in campionato, la National Basketball League, ed in coppa nazionale. Il team rappresentò il pionierismo della pallacanestro nel Regno Unito, con giocatori come Steve Stimpson, Steve Pilgrim e Alton Byrd. Dopo un lento declino con l'abbandono della lega maggiore formatasi negli anni novanta, la British Basketball League, il Crystal Palace si fuse nel 1998 con i London Towers, di fatto mettendo fine alla storia della società di basket.